# Luiza Sá

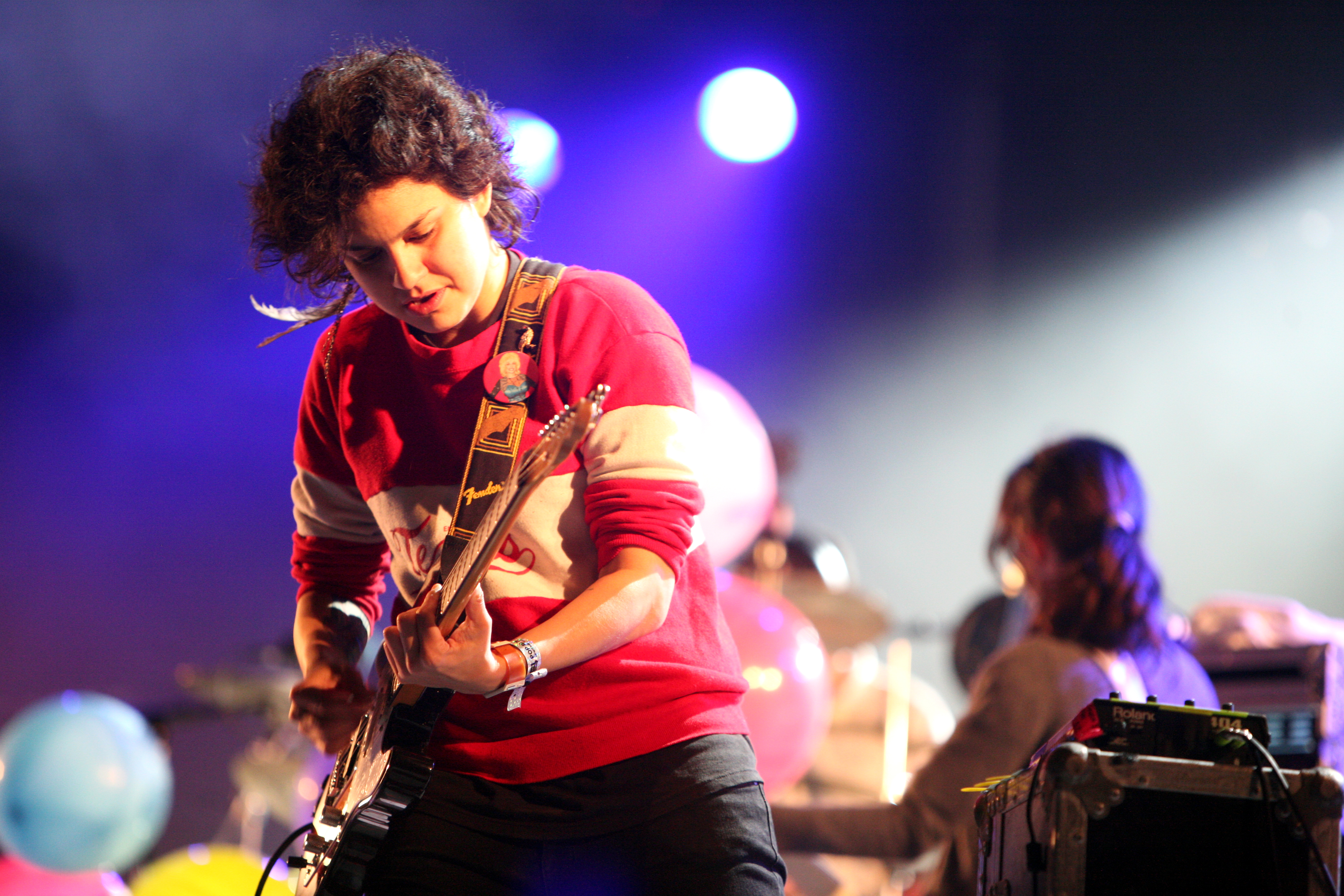
Luiza Sá

Luiza da Silva e Sá (São Paulo, 29 maart 1983) is een van de gitaristen en drummers van de Braziliaanse electro-band Cansei de Ser Sexy.
Sá studeerde op de kunstacademie. Behalve Cansei de Ser Sexy vormt ze met bandlid Ana Rezende het DJ-duo MeuKu. Ze treden op in verschillende clubs in São Paulo.